# Gustav Almgren
Gustav Adolf Almgren, detto Gösta (Vänersborg, 6 novembre 1906 – Göteborg, 31 agosto 1936), è stato uno schermidore svedese, vincitore di una medaglia d'argento nella scherma ai giochi olimpici.